# Derrick Henry Lehmer

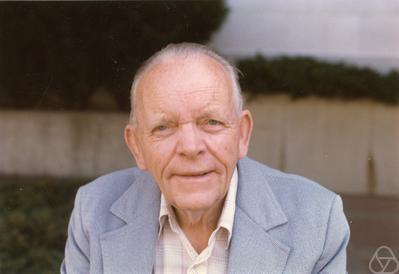
Derrick Henry Lehmer

Derrick Henry Lehmer, Berkeley 23 februari 1905 – Berkeley 22 mei 1991, was een Amerikaans wiskundige, die in navolging van zijn vader actief was in de getaltheorie, in het bijzonder in het ontwikkelen van priemgetaltests. Hij heeft bijgedragen aan de algemene Lucas-Lehmertest en de Lucas-Lehmertest voor mersennegetallen. Hans Riesel verbeterde de test voor mersennegetallen, maar de nieuwe test, de Lucas-Lehmer-Rieseltest, draagt nog wel zijn naam.